# Тирас
Тирас (грец. Τύρας) — антична назва річки Дністер (у Страбона, Йордана). Пояснюють з іранського (скіфського) — «швидкий». Можлива авестійська основа — «річка». Цю ж назву носило давньогрецьке місто Тирас (Тіра) в гирлі Дністра на західному березі його лиману. Від цього античного гідроніма походить назва міста Тирасполь.